# Congrés Democràtic Popular de Gambella
El Congrés Democràtic Popular de Gambella/Gambela People's Democratic Congress fou un partit polític d'Etiòpia d'àmbit regional a Gambella i base ètnica anuak. Es va formar el 1998 amb dissidents o expulsats del Partit d'Alliberament Popular de Gambella/Gambela People's Liberation Party (GPLP) el 1998 quan aquest partit, delmat de diversos dirigents, fou forçat a aliar-se al Partit Unit Democràtic Popular de Gambella/Gambela People's Democratic Unity Party GPDUP, de base nuer, per formar el Front Democràtic Popular de Gambella/Gambela People's Democratic Front GPDF.
A les eleccions del 2000 va obtenir un èxit considerable, però llavors diversos membres foren empresonar i les eleccions anul·lades en alguns dels districtes on havia guanyat. El partit va quedar seriosament tocat, i finalment fou suprimit per decret federal el 2003 quan es van establir partits ètnics col·ligats en el Moviment Democràtic Popular de Gambella/Gambela People's Democratic Movement GPDM).